# سليمان ناصر محمد
سليمان ناصر محمد (2 مايو 1951 -) هوعسكري يمني، كان رئيس القيادة الوطنية لمنظمة لجان الدفاع الشعبي في عموم جمهورية اليمن الديمقراطية الشعبية.

## حياته ونشأته
سليمان ناصر محمد مسعود من مواليد قرية جمعان، في 2 مايو 1951، وفيها عاش طفولته وسنوات دراسته الأولية، وكان واحدا من شباب المنطقة الوسطى الذين تأثروا التيار الناصري الذي تأجج بعد العدوان الثالثي على مصر عام 1956م، وشارك في صفوف الجبهة القومية في سينا.وخاله الشهيد عباس، فقد كانت البداية في عام تخرجه من مدرسة الضباط والتحاقه بصفوف القوات المسلحة عام 1970م، وبعد ذلك بعامين، أي في العام 1972م عندما شد الرحال إلى جمهورية الصين الشعبية ليلتحق بالكلية العسكرية هناك في دورة تدريبية عليا مدتها عام واحد. دخل سليمان ناصر مسعود منعطفًا جديدًا في العام 1973م، شد الرحال إلى الاتحاد السوفيتي للدراسة العليا وتخرج في العام 1978م، وحصل على الماجستير في التاريخ والعلوم العسكرية.

## مسيرتها العسكرية
حقق سليمان ناصر مسعود تراكما كميًا ونوعيًا في عمله داخل القوات المسلحة، عندما عين عضوًا في اللجنة العليا للقوات المسلحة وخرج من ذلك المنعطف ليدخل منعطفًا آخر عندما، وعين في العام نفسه مديرًا للدائرة السياسية في القوات المسلحة لجمهورية اليمن الديمقراطية الشعبية. نجم سليمان يسطع في سماوات بكين وموسكو وهافانا: سبق للعاصمتين الدوليتين )بكين وموسكو( أن سجلتا اسم سليمان ناصر مسعود من ضمن الوافدين إليها للدراسة العليا، ثم دخلت عاصمة ثالثة وهي هافانا عاصمة جمهورية كوبا االشتراكية عندما عين سليمان ناصر مسعود في العام 1981م رئيس القيادة الوطنية لمنظمة لجان الدفاع الشعبي في عموم جمهورية اليمن الديمقراطية الشعبية.

## مناصب
- 1967 التحق بالجبهة القومية لتحرير جنوب اليمن
- 1978 عُين مدير للدائره  السياسية للقوات المسلحة لجمهورية اليمن الديمقراطية الشعبية
- في المؤتمر الأول للحزب الاشتراكي اًًًُنتخب عضو مرشح للجنه المركزية للحزب
- 1979 عُين مدير قسم الدفاع والامن في اللجنة المركزية للحزب الاشتراكي اليمني
- 1980 اُنتخب عضو للجنه المركزية للحزب الاشتراكي اليمني
- 1980 عين سكرتير أول للحزب الاشتراكي في محافظة لحج
- 1981 اُنتخب رئيس القيادة الوطنية لمنظمة لجان الدفاع الشعبي
- 1981 اُنتخب عضو في مجلس الشعب الأعلى لجمهورية اليمن الديمقراطية الشعبية وعضو هيئة رئاسة مجلس
- الشعب الأعلى- عضو رئاسة الدولة
- 1985 اُنتخب عضو لجنه مركزيه للحزب الاشتراكي اليمني
- 1986 فُصل من الحزب الاشتراكي
- 1990 اُنتخب عضو اللجنة الدائمة للمؤتمر الشعبي العام وعضو اللجنة العامة للمؤتمر الشعبي العام بعد الوحدة بين جمهورية اليمن الديمقراطية الشعبية والجمهورية العربية اليمنية
- 1994 - 2002 عضو اللجنة التنفيذيه للجبهه الوطنية للمعارضة « موج»